# Michał Gil
Michał Gil (ur. 5 grudnia 1971 w Kielcach) – polski kierowca wyścigowy, wielokrotny mistrz kraju.

## Biografia
Karierę kierowcy wyścigowego rozpoczął od kartingu. W 1986 roku został zespołowym mistrzem Polski w kategorii młodzików. W roku 1990 zadebiutował w WSMP w klasie A750. W sezonie 1992 rozpoczął starty w klasie formuł wyścigowych (E1300). W roku 1994 na Estonii 21 został mistrzem kraju w klasie Inter E1300. W roku 2000 zdobył tytuł mistrzowski w grupie E, a w latach 2002–2007 był mistrzem w Formule Super Sport.
Żonaty z Agnieszką, ma dwoje dzieci. Prowadzi warsztat samochodowy.

## Wyniki w Polskiej Formule 3
| Legenda oznaczeń w tabelach wyników Wyświetl szablon na nowej stronie | Legenda oznaczeń w tabelach wyników Wyświetl szablon na nowej stronie                                                                     |
| Oznaczenie                                                            | Wyjaśnienie |
| --------------------------------------------------------------------- | --- |
| Złoty                                                                 | Zwycięzca lub mistrzostwo |
| Srebrny                                                               | 2. miejsce lub wicemistrzostwo |
| Brązowy                                                               | 3. miejsce lub II wicemistrzostwo |
| Zielony                                                               | Ukończył, punktował (w klasyfikacji generalnej, gdy zdobył co najmniej jeden punkt na przestrzeni sezonu, poza trzema powyższymi opcjami) |
| Niebieski                                                             | Ukończył, nie punktował (w klasyfikacji generalnej, gdy nie zdobył co najmniej jednego punktu na przestrzeni sezonu)                      |
| Czerwony                                                              | Nie zakwalifikował się (NZ) |
| Czerwony                                                              | Nie prekwalifikował się (NPK) |
| Różowy                                                                | Nie ukończył (NU) |
| Różowy                                                                | Niesklasyfikowany (NS) (w klasyfikacji generalnej, gdy nie został sklasyfikowany w żadnym wyścigu sezonu)                                 |
| Czarny                                                                | Zdyskwalifikowany (DK) |
| Czarny                                                                | Wykluczony (WYK/EX) |
| Biały                                                                 | Nie wystartował (NW) |
| Biały                                                                 | Kontuzjowany (K/INJ) |
| Biały                                                                 | Wyścig odwołany (OD/C) |
| Bez koloru                                                            | Został wycofany (WYC/WD) |
| Bez koloru                                                            | Nie przybył (NP/DNA) |
| Bez koloru                                                            | Nie brał udziału w treningach (NT/DNP) |
| Bez koloru                                                            | Nie został zgłoszony (–) |
| Pogrubienie                                                           | Start z pole position |
| Kursywa                                                               | Najszybsze okrążenie wyścigu |
| †                                                                     | Nie ukończył, ale jego rezultat został zaliczony ze względu na przejechanie więcej niż 90% dystansu wyścigu.                              |
| *                                                                     | Sezon w trakcie |
| 1/2/3                                                                 | Punktowana pozycja w sprincie kwalifikacyjnym                                                                                             |
| Lista systemów punktacji Formuły 1                                    | |

| Rok  | Zespół                 | Samochód    | Silnik     | Wyniki w poszczególnych eliminacjach | Wyniki w poszczególnych eliminacjach | Wyniki w poszczególnych eliminacjach | Wyniki w poszczególnych eliminacjach | Wyniki w poszczególnych eliminacjach | Wyniki w poszczególnych eliminacjach | Wyniki w poszczególnych eliminacjach | Wyniki w poszczególnych eliminacjach | Wyniki w poszczególnych eliminacjach | Wyniki w poszczególnych eliminacjach | Pkt. | Msc. |
| ---- | ---------------------- | ----------- | ---------- | ------------------------------------ | ------------------------------------ | ------------------------------------ | ------------------------------------ | ------------------------------------ | ------------------------------------ | ------------------------------------ | ------------------------------------ | ------------------------------------ | ------------------------------------ | ---- | ---- |
| 1998 |                        |             |            | Polska                               | Polska                               | Polska                               | Polska                               | Polska                               | Polska                               | Polska                               | Polska                               | Polska                               | Polska                               | 130  | 5    |
| 1998 | Automobilklub Kielecki | Estonia 21  | Honda      | 8                                    | 11                                   | 5                                    | 4                                    | NU                                   | 13                                   | 6                                    | 6                                    | 4                                    | 9                                    | 130  | 5    |
| 1999 |                        |             |            | Polska                               | Polska                               | Polska                               | Polska                               | Polska                               | Polska                               | Polska                               |                                      |                                      |                                      | 9    | 6    |
| 1999 | Automobilklub Kielecki | Estonia 21  | Honda      | -                                    | 6                                    | 5                                    | 6                                    | 3                                    | 7                                    | NU                                   |                                      |                                      |                                      | 9    | 6    |
| 2000 |                        |             |            | Polska                               | Polska                               | Polska                               | Polska                               | Polska                               | Polska                               | Polska                               |                                      |                                      |                                      | 108  | 1    |
| 2000 | Automobilklub Kielecki | Reynard 913 | Volkswagen | 1                                    | 2                                    | 2                                    | 2                                    | 2                                    | 2                                    | 2                                    |                                      |                                      |                                      | 108  | 1    |
| 2001 |                        |             |            | Polska                               | Polska                               | Polska                               | Polska                               | Polska                               | Polska                               | Polska                               |                                      |                                      |                                      | 83   | 2    |
| 2001 | Automobilklub Kielecki | Reynard 913 | Volkswagen | 3                                    | 2                                    | 2                                    | 2                                    | ?                                    | ?                                    | ?                                    |                                      |                                      |                                      | 83   | 2    |
| 2002 |                        |             |            | Polska                               | Polska                               | Polska                               | Polska                               | Polska                               | Polska                               |                                      |                                      |                                      |                                      | 192  | 1    |
| 2002 | Automobilklub Kielecki | Reynard 903 | Volkswagen | 1                                    | 1                                    | 1                                    | 2                                    | 1                                    | NU                                   |                                      |                                      |                                      |                                      | 192  | 1    |
| 2003 |                        |             |            | Polska                               | Polska                               | Polska                               | Polska                               | Polska                               | Czechy                               | Polska                               |                                      |                                      |                                      | 160  | 1    |
| 2003 | Automobilklub Kielecki | Reynard 903 | Volkswagen | 1                                    | ?                                    | ?                                    | 1                                    | 1                                    | ?                                    | ?                                    |                                      |                                      |                                      | 160  | 1    |
| 2004 |                        |             |            | Polska                               | Polska                               | Polska                               | Polska                               | Czechy                               | Czechy                               | Polska                               |                                      |                                      |                                      | 200  | 1    |
| 2004 | Norma 2000 Racing Team | Reynard 903 | Volkswagen | 1                                    | 1                                    | 1                                    | NU                                   | 1                                    | 1                                    | 1                                    |                                      |                                      |                                      | 200  | 1    |
| 2005 |                        |             |            | Polska                               | Polska                               | Polska                               | Polska                               | Polska                               | Polska                               | Niemcy                               | Niemcy                               | Polska                               |                                      | 360  | 1    |
| 2005 |                        | Reynard 913 | Volkswagen | 1                                    | 1                                    | 1                                    | 1                                    | 1                                    | 1                                    | 6                                    | 4                                    | 1                                    |                                      | 360  | 1    |
| 2006 |                        |             |            | Czechy                               | Czechy                               | Polska                               | Polska                               | Polska                               | Polska                               | Polska                               | Polska                               |                                      |                                      | 56   | 1    |
| 2006 | Automobilklub Kielecki | Reynard 913 | Volkswagen | 6                                    | 5                                    | 1                                    | 6                                    | 5                                    | 1                                    | 1                                    | 1                                    |                                      |                                      | 56   | 1    |
| 2007 |                        |             |            | Polska                               | Polska                               | Niemcy                               | Niemcy                               | Polska                               | Węgry                                | Węgry                                | Polska                               | Polska                               |                                      | 65   | 1    |
| 2007 | Automobilklub Kielecki | Reynard 913 | Volkswagen | 1                                    | 3                                    | 4                                    | 5                                    | 2                                    | 4                                    | 3                                    | 1                                    | 2                                    |                                      | 65   | 1    |
| 2008 |                        |             |            | Czechy                               | Czechy                               | Niemcy                               | Niemcy                               | Polska                               | Polska                               | Czechy                               | Czechy                               |                                      |                                      | 32   | 2    |
| 2008 | Automobilklub Kielecki | Reynard 913 | Volkswagen | -                                    | -                                    | 2                                    | 2                                    | 2                                    | 2                                    | -                                    | -                                    |                                      |                                      | 32   | 2    |